# 上峰町立上峰小学校
上峰町立上峰小学校（かみみねちょうりつ かみみねしょうがっこう）は、佐賀県三養基郡上峰町大字坊所（ぼうじょ）にある町立小学校。

## 概要
歴史
1875年（明治8年）に創立した小学校5校（循誘・徳蒙・研璞・発蒙・勧業）を源流とする。数回の統合・改組・改称を経て、現校名になったのは1989年（平成元年）。
校訓
「強く・正しく・美しく」
校章
中央に校名の頭文字である「上」の文字を配している。
校歌
1962年（昭和37年）に制定。作詞は米倉二郎、作曲は中山官一による。歌詞は3番まであり、各番とも歌詞中に校名の「上峰」が登場する。
校区
住所表記で「三養基郡上峰町」全域。中学校区は上峰町上峰中学校。

## 沿革
- 1875年（明治8年）- 以下の小学校3校が創立。
  - 坊所村に「循誘小学校」
  - 前牟田村に「徳蒙小学校」
  - 堤村に「研璞小学校」
  - 江迎村に「発蒙小学校」、江迎村江見津に「勧業小学校」
- 1878年（明治11年）- 坊所小学校・船石（舟石）小学校の設置が許可される。
- 1879年（明治12年）- 勧業小学校は市武小学校に統合される。
- 1881年（明治14年）- 各校統合により、分校となる。
  - 坊所小学校は「東尾小学校 坊所分校」となる。
  - 前牟田小学校・江迎小学校は「市武小学校 前牟田分校・江迎分校」となる。
  - 堤小学校は「中原小学校 堤分校」となる。
- 1886年（明治19年）
  - 坊所分校は隣村の中津隈分校と統合の上、「尋常東尾小学校 中所分校」となる。
  - 前牟田分校と江迎分校は統合の上、「尋常市武小学校 江前分校」となる。
  - 「尋常中原小学校 堤分校」
- 1889年（明治22年）4月1日 - 町村制施行により、三根郡4村（坊所・前牟田・堤・江迎）が合併し、上峰村が発足。
- 1892年（明治25年）6月1日
  - 中所分校が尋常東尾小学校より、江前分校が尋常市武小学校より分離の上、統合され、「上峰尋常小学校」として独立。ただし、中所分校の中津隈地区に関しては、隣村の北茂安尋常小学校に統合される。高等小学校区は上峰・三川・南茂安三ヶ村学校組合三根高等小学校区となる。
  - 堤分校が尋常中原小学校より分離の上、「堤尋常小学校」として独立。高等小学校区は北茂安村・中原村二ヶ村組合立松園高等小学校に委託される。
- 1896年（明治29年）4月 - 三根郡、養父郡、基肄郡が統合の上、三養基郡となる。
- 1899年（明治32年）9月 - 上峰尋常小学校と堤尋常小学校が統合の上、「明倫尋常小学校」となる。
- 1901年（明治34年）2月 - 改称により、再び「上峰尋常小学校」となる。
- 1908年（明治41年）4月 - 改正小学校令により、尋常科が4年制から6年制に変更されたため、尋常科5年を新設。
- 1909年（明治42年）4月 - 尋常科6年を新設。
- 1910年（明治43年）
  - 3月31日 - 上峰・三川・南茂安三ヶ村学校組合三根高等小学校が廃止される（学校組合を解消）。
  - 4月1日 - 高等科を併置の上、「上峰尋常高等小学校」に改称。男女とも高等科に農業科を設置する。
- 1915年（大正4年）4月 - 上峰村立女子補習学校が併置される。
- 1918年（大正7年）3月 - 上峰村立女子補習学校が廃止される。
- 1919年（大正8年）10月 - 上峰農業補習学校を併置。
- 1926年（大正15年）7月 - 併置の農業補習学校が青年訓練所充当となる。後に、青年訓練所充当 上峰公民学校に改称。
- 1934年（昭和9年）4月 - 公民学校に女子部を設置。
- 1935年（昭和10年）6月 - 青年学校令施行により、公民学校が「上峰農業青年学校」に改称。
- 1937年（昭和12年）- 鳥越地区の尋常科1～3年生児童の教育を東脊振村に委託。
- 1941年（昭和16年）4月1日 - 国民学校令施行により、「上峰村国民学校」に改称。尋常科を初等科に改める。
- 1945年（昭和20年）
  - 4月 - 空襲の頻発で、分散疎開を実施。
  - 9月 - 終戦により、学校を再開。
- 1947年（昭和22年）
  - 4月1日
    - 上峰村国民学校の初等科が、新制小学校「上峰村立上峰小学校」（6年制）に改組・改称。
    - 上峰村国民学校の高等科が青年学校普通科とともに、新制中学校「上峰村立上峰中学校」（3年制）に改組され、当初小学校に併置される。

  - この年 - PTAが発足。
- 1948年（昭和23年）3月31日 - 青年学校が廃止される。
- 1953年（昭和28年）12月 - 小中講堂兼体育館が完成。
- 1955年（昭和30年）5月 - 中学校校舎が完成。
- 1963年（昭和38年）11月 - 完全給食を開始。
- 1965年（昭和40年）4月 - 特殊学級を設置。
- 1968年（昭和43年）6月 - プールが完成。
- 1975年（昭和50年）- 校舎を改築。
- 1979年（昭和54年）3月 - 校舎の増築が完了。
- 1989年（平成元年）11月1日 - 町制施行により、「上峰町立上峰小学校」（現校名）と改称。
- 2023年（令和5年）
  - 3月 - 正門付近の大改修工事を完了。
  - 12月 - 企業版ふるさと納税により、放課後クラブコンテナハウスを設置。

## 交通
最寄りの鉄道駅
- JR九州 長崎本線 「吉野ヶ里公園駅」

最寄りの幹線道路
- 佐賀県道・福岡県道133号坊所城島線

## 周辺
- 上峰町役場
- 上峰町民センター
- ひかりこども園
- 佐渡神社

## 参考資料
- 「上峰村史」（1979年（昭和54年）11月, 上峰村史編さん委員会）p.832～845, p.1152～p.1172）